# 索克縣 (愛阿華州)
索克縣（英語：Sac County）是美國愛阿華州西部的一個縣。面積1,498平方公里。根據美國2000年人口普查，共有人口11,529人。縣治為索克城（Sac City）。
成立於1851年1月15日，縣政府成立於1856年4月7日。縣名紀念索克族（族名意思是「黃土」，族人相信自己由黃土所造）。